# Peruvian Corporation

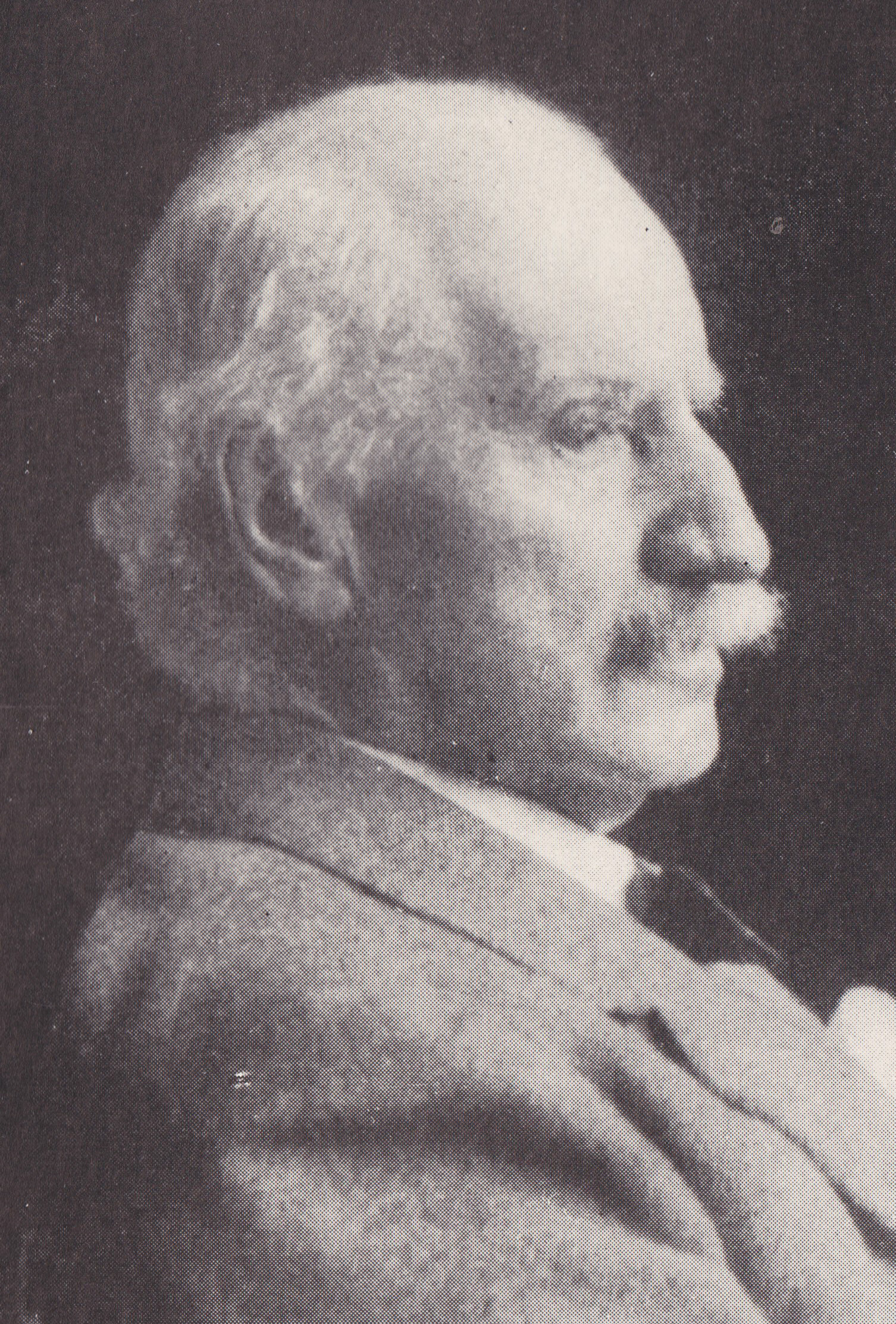
El presidente de la Peruvian Corporation, Sir Alfred Dent.

The Peruvian Corporation Ltd. (alternativo: Peruvian Corporation of London / Corporación Peruana de Londres) fue registrada bajo la Ley de Sociedades Anónimas, en Londres el 20 de marzo de 1890. Su Consejo de Administración incluía a diez miembros dirigidos por Sir Alfred Dent G A Ollard, of Smiles and Co Solicitors, era Director en Londres, T E Webb era Secretario, Clinton Dawkins y William Davies (Grace Brothers - Callao) primer representante en Perú. La compañía fue creada con el propósito de cancelar la deuda externa del Perú y liberar a su gobierno de los préstamos que había tomado a través de tenedores de bonos en tres ocasiones (en 1869, 1870, 1872), con el fin de financiar la construcción de los ferrocarriles del Perú. El principal objetivo de la corporación incluía la adquisición de los derechos y la realización de las obligaciones de los tenedores de bonos.

## Historia
Después de que el Perú se independizara de España entró en una serie de dificultades económicas. Con los años los problemas financieros se agravaron y el Perú necesitaba dinero. En 1865, luego en 1866, se emitieron bonos que se retiraron con nuevos bonos en 1869. Sucedió algo parecido en 1870 y en 1872. Un problema importante fue que los ricos depósitos de guano fueron utilizados como garantía en todos los bonos. El Perú intentó realizar los pagos de interés de los bonos; pero el 18 de diciembre de 1875 cesó el plazo de pagos. La Guerra del Pacífico (1879-1883) agravó las cosas y en 1889 el país estaba casi en bancarrota. En Londres, un grupo formó The Peruvian Corporation para tratar de resolver los problemas y recuperar el dinero invertido. Los objetivos de la empresa eran extensos, entre ellos la adquisición de bienes muebles o inmuebles en el Perú o en otro lugar, la negociación de la tierra, producir bienes de todas clases, la construcción y la gestión de ferrocarriles, carreteras y telégrafos, y el ejercicio de la actividad general llevada a cabo por las compañías ferroviarias, empresas del canal y empresas telegráficas. También estuvo involucrada en la construcción y gestión de muelles y puertos, barcos, minas, camas de nitratos, gestión de negocios del Estado, y actuó como agente del gobierno peruano.

## Michael P. Grace
William Russell Grace y Michael P. Grace habían formado la Grace Brothers & Co. (que antes fue la John Bryce & Co., propiedad de John Bryce Weddle, y después sería la W. R. Grace and Company) en 1865 y era una de las principales casas comerciales del Perú y Chile, con intereses en Lima y el Callao, así como en Valparaíso, Santiago y Concepción. Para 1889, estos intereses incluían el comercio del guano, así como el envío de la Grace Line. Movimientos para hacer frente a la crisis financiera peruana incluyeron los protocolos Elias-Castellón e Irigoyen-Delgado-Donoughmore, formalizado en 1890 por Michael Grace y Lord Donoughmore, obteniendo el Contrato Grace (que se origina en 1886).

## Contrato Grace

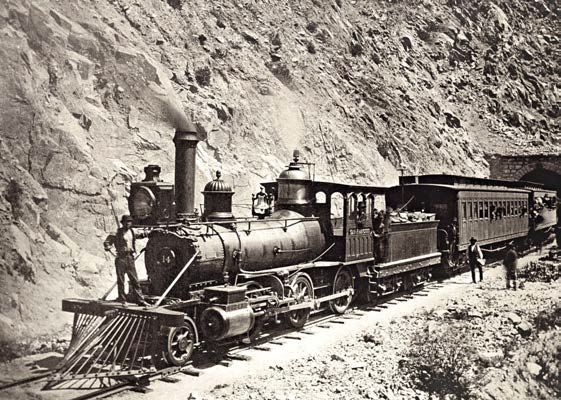
Ferrocarril peruano administrado por la Peruvian Corporation tras la firma del Contrato Grace.

Los términos del Contrato Grace fueron que la Peruvian Corporation se haría cargo de los bonos depreciados del gobierno peruano a condición de que los ferrocarriles de propiedad del gobierno y la exportación del guano estaría bajo su control durante un período de años. Los bonos fueron canjeados por acciones de la Peruvian Corporation. La corporación después entregaría los bonos al Gobierno peruano, a cambio de las siguientes concesiones: El uso por 66 años de todas las propiedades ferroviarias del Gobierno peruano, las más importantes de las cuales eran el Ferrocarril del Sur del Perú y el Ferrocarril Central del Perú, la asignación del guano existente en territorio peruano, especialmente en ciertas islas adyacentes, por la cantidad de 2.000.000 de toneladas; algunos otros créditos en depósitos de guano, especialmente en la Isla de Lobos y otros islas y 33 pagos anuales por parte del Gobierno peruano, cada uno de 80,000 libras esterlinas ($ 400,000).
En 1907, durante el gobierno de José Pardo Y Barreda, esta disposición fue modificada por una extensión en los contratos de arrendamiento de los ferrocarriles de 1956 y 1973, por una reducción en el número de pagos anuales de 33 a 30, y por un nuevo acuerdo por parte de la Peruvian Corporation para la construcción de ciertas extensiones del tren a Cuzco y Huancayo. Los bonos de esta corporación fueron llevados en gran parte por súbditos ingleses, franceses, y holandeses. 
Un nuevo acuerdo fue creado en 1955, por el cual una empresa canadiense, la Peruvian Transport Corporation Ltd., adquiría y mantenía el capital social en circulación de la Peruvian Corporation. La Empresa Nacional de Ferrocarriles del Perú (ENAFER) se formó en 1972, y fue adquirida por el Gobierno a finales de ese año. Esta existió hasta 1999.